# Vimpeli
Vimpeli (in svedese Vindala) è un comune finlandese di 2671 abitanti, situato nella regione dell'Ostrobotnia Meridionale.